# Biblioteka Uniwersytetu Warmińsko-Mazurskiego w Olsztynie
Biblioteka Uniwersytetu Warmińsko-Mazurskiego w Olsztynie – uniwersytecka biblioteka naukowa powstała 1 września 1999 r. z połączenia Biblioteki Akademii Rolniczo-Technicznej (założonej w 1950 r.) i Biblioteki Wyższej Szkoły Pedagogicznej (założonej w 1969 r.). Obecnie jest największą biblioteką naukową północno-wschodniej Polski. 

## Stan zbiorów
Stan na 2010 rok
- Liczba książek (woluminów) – 737 613
- Liczba czasopism (woluminów) – 167 538
- Liczba zbiorów specjalnych (jednostek) – 62 803
- Liczba baz danych (tytułów) – 23
- Liczba czasopism elektronicznych (tytułów) – 4 323
- Liczba książek elektronicznych (licencji na czas określony i nieokreślony) – 1 491

## System biblioteczno-informacyjny UWM
- Biblioteka Uniwersytecka
- 3 filie miejscowe i 2 filie zamiejscowe BU
- 29 bibliotek głównie katedr tzw. bibliotek zakładowych
- Centrum Dokumentacji Europejskiej
- Punkt Informacji Normalizacyjnej
- Ośrodek Informacji Patentowej

## Charakterystyka gmachu Biblioteki UWM

### Kalendarz budowy
- 17 grudnia 1999 r. – Uchwała Nr 25 Senatu UWM w sprawie budowy Biblioteki
- listopad 2001 r. – rozpoczęcie budowy przy ul. Oczapowskiego 12B
- 16 maja 2002 r. – wmurowanie kamienia węgielnego
- 15 października 2007 r. – uroczyste otwarcie oraz symboliczne oddanie gmachu Biblioteki do użytku

### Nowa biblioteka
16 października 2007 r. został oddany do użytku nowoczesny gmach Biblioteki Uniwersyteckiej, zbudowany na terenie kampusu Kortowo II. Nowy budynek pozwolił na scalenie rozproszonych zbiorów i znacznie podniósł jakość oferowanych usług. Nowy inteligentny gmach może pomieścić półtora miliona zbiorów bibliotecznych, zapewnił 500 miejsc w czytelniach, 300 miejsc w pomieszczeniach ogólnodostępnych, takich jak: sale dydaktyczne i pokoje pracy grupowej. Biblioteka w nowym gmachu staje się prawdziwym centrum edukacyjnym Uniwersytetu i aktywną instytucją kulturotwórczą, przyjazną użytkownikom. Łączny koszt inwestycji to 46 mln zł.
Do końca 2008 roku Biblioteka Uniwersytecka nosiła nazwę Biblioteka Główna i znajdowała się niedaleko Rektoratu przy ul. Michała Oczapowskiego 4 (obecnie Wydział Nauk Ekonomicznych).

## Dane techniczne
- Powierzchnia ogółem – 19 423 m²
- Powierzchnia użytkowa – 13 181 m²
- Technologia wykonania konstrukcji – system płytowo-słupowy z usztywnieniem w postaci ścian żelbetonowych oraz technologii YTONG
- Budynek tzw. „inteligentny” – posiada zintegrowany system zarządzania wszystkimi znajdującymi się w nim instalacjami (BMS), klimatyzowany, monitorowany, zapewniający dostęp dla osób niepełnosprawnych

### Nowe rozwiązania
- Wolny dostęp do zbiorów – magazyny-czytelnie otwarte dla czytelników
- Kabiny pracy indywidualnej i pokoje pracy grupowej
- Kabiny ze sprzętem audiowizualnym
- SelfCheck – urządzenie do samodzielnej obsługi wypożyczeń i zwrotów – 3 stanowiska
- Sprzęt do digitalizacji zbiorów
- Fumigacyjna komora próżniowa – kompleksowe stanowisko do dezynfekcji zbiorów bibliotecznych i akt archiwalnych
- System elektronicznego zabezpieczenia zbiorów
- Sale dydaktyczne

### Stanowiska dla użytkowników
- 720 stanowisk dla użytkowników
- 400 stanowisk komputerowych dla użytkowników i pracowników
- 100 miejsc w 3 salach dydaktycznych (I p.)

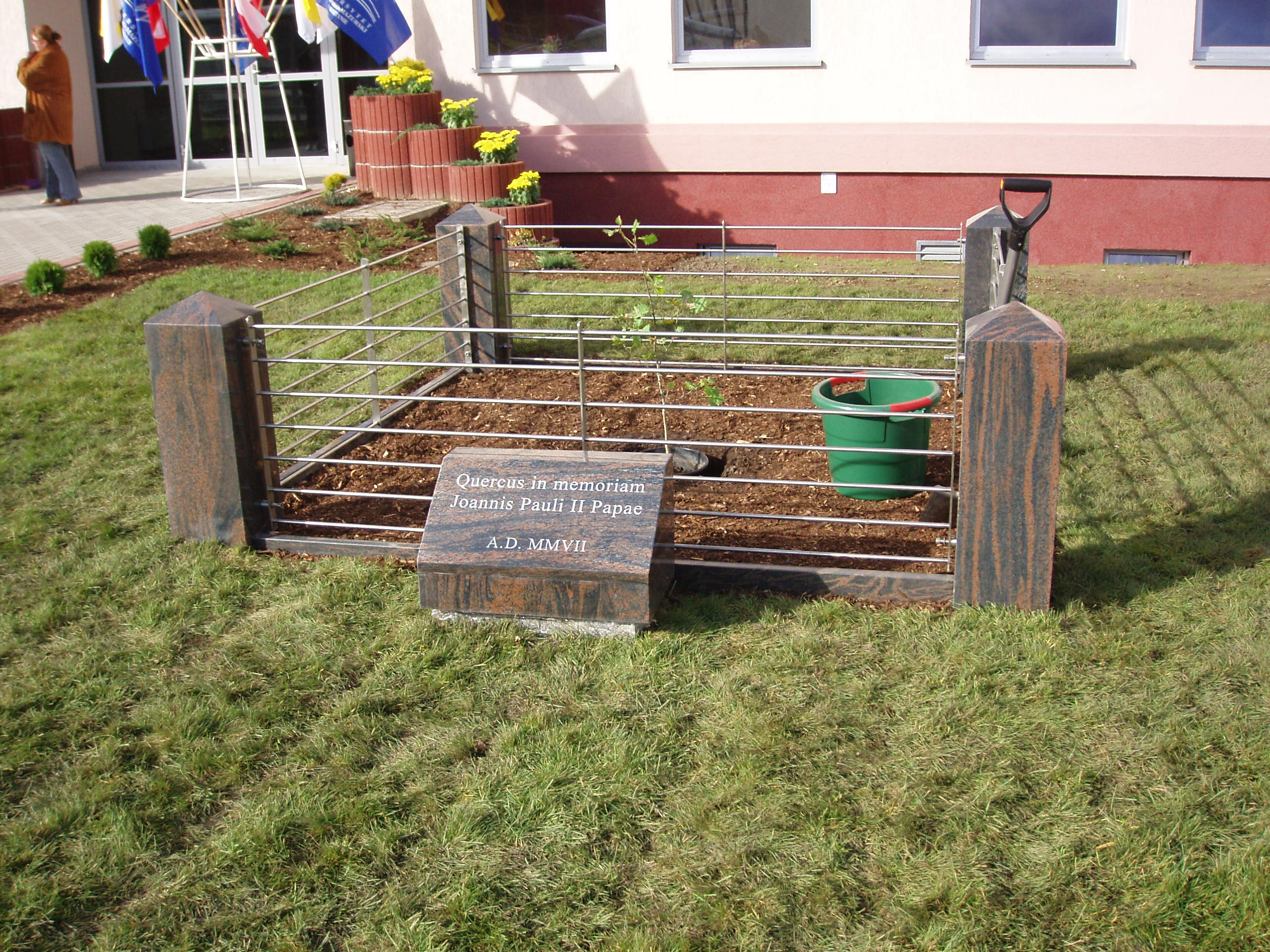
Dąb Papieski

- 350 miejsc w auli (III p.)

## Biblioteka Wyższego Seminarium Duchownego „Hosianum”
Na mocy porozumienia uczelni tworzących Uniwersytet Warmińsko-Mazurski wszyscy pracownicy i studenci mają prawo do korzystania ze zbiorów Biblioteki Wyższego Seminarium Duchownego Metropolii Warmińskiej „Hosianum”, którego początki sięgają XVI w. Zbiory biblioteki liczą 230 tys. woluminów. Wśród nich cenne zbiory – 324 inkunabuły i 7618 starodruki (niektóre z nich były własnością Mikołaja Kopernika).